# 311 Claudia
311 Claudia este un asteroid din centura principală, descoperit pe 11 iunie 1891, de Auguste Charlois.